# Carcharodus tripolina
Carcharodus tripolina é uma espécie de insetos lepidópteros, mais especificamente de borboletas pertencente à família Hesperiidae.
A autoridade científica da espécie é Vérity, tendo sido descrita no ano de 1925.
Trata-se de uma espécie presente no território português.